# Mielesze (obwód brzeski)
Mielesze (biał. Меляшы, Mielaszy; ros. Мелеши, Mieleszy) – wieś na Białorusi, w obwodzie brzeskim, w rejonie żabineckim, w sielsowiecie Stepańki.

## Historia
W XIX i w początkach XX w. położone były w Rosji, w guberni grodzieńskiej, w powiecie kobryńskim, w gminie Siechnowicze.
W dwudziestoleciu międzywojennym leżały w Polsce, w województwie poleskim, w powiecie kobryńskim, do 18 kwietnia 1928 w gminie Siechnowicze, następnie w gminie Żabinka. W 1921 miejscowość liczyła 70 mieszkańców, zamieszkałych w 14 budynkach, wyłącznie Polaków wyznania prawosławnego.
Po II wojnie światowej w granicach Związku Sowieckiego. Od 1991 w niepodległej Białorusi.